# Guimps
Guimps é uma comuna francesa na região administrativa da Nova Aquitânia, no departamento de Charente. Estende-se por uma área de 12,6 km². Em 2010 a comuna tinha 487 habitantes (densidade: 38,7 hab./km²).